# Gare de Lantenay
Gare de Lantenay vasútállomás Franciaországban, Lantenay településen.

## Vasútvonalak
Az állomást az alábbi vasútvonalak érintik:
- Párizs–Marseille-vasútvonal

## Kapcsolódó állomások
A vasútállomáshoz az alábbi állomások vannak a legközelebb:
- Gare de Mâlain
- Gare de Velars